# Talinum fruticosum
Talinum fruticosum és una planta herbàcia perenne nativa de Mèxic, el Carib, l'Amèrica Central i la major part d'Amèrica del Sud. Els noms comuns amb els quals s'anomena la planta són: fulles d'aigua, cariru, purslana de Surinam, espinac de les Filipines, espinac de Ceilon, espinac de Florida, bologi de Lagos, i cor dolç. Creix generalment en zones tropicals com a verdura de fulla.

## Descripció
La planta creix erecte, amb alçades que poden arribar dels 30 als 100 cm. Produeix unes petites flors de color rosa i fulles carnoses.

## Usos
Com a verdura de fulla, la T. fruticosum és rica en vitamines, incloent la vitamina A i la vitamina C; també és rica en minerals i elements importants per al nostre organisme com el ferro i el calci. Degut als seus alts continguts en àcid oxàlic s'ha d'anar amb compte si es pateix del ronyó o d'artritis.
Es cultiva principalment a l'oest d'Àfrica, el sud d'Àsia, el Sud-est asiàtic i a les parts més humides d'Amèrica del Nord i Amèrica del Sud. La T. fruticosum és una de les verdures de fulla més importants de Nigèria i d'alguns estats del Brasil com l'estat de Parà o l'estat de l'Amazones.